# Beta-Propeller-Protein-assoziierte Neurodegeneration

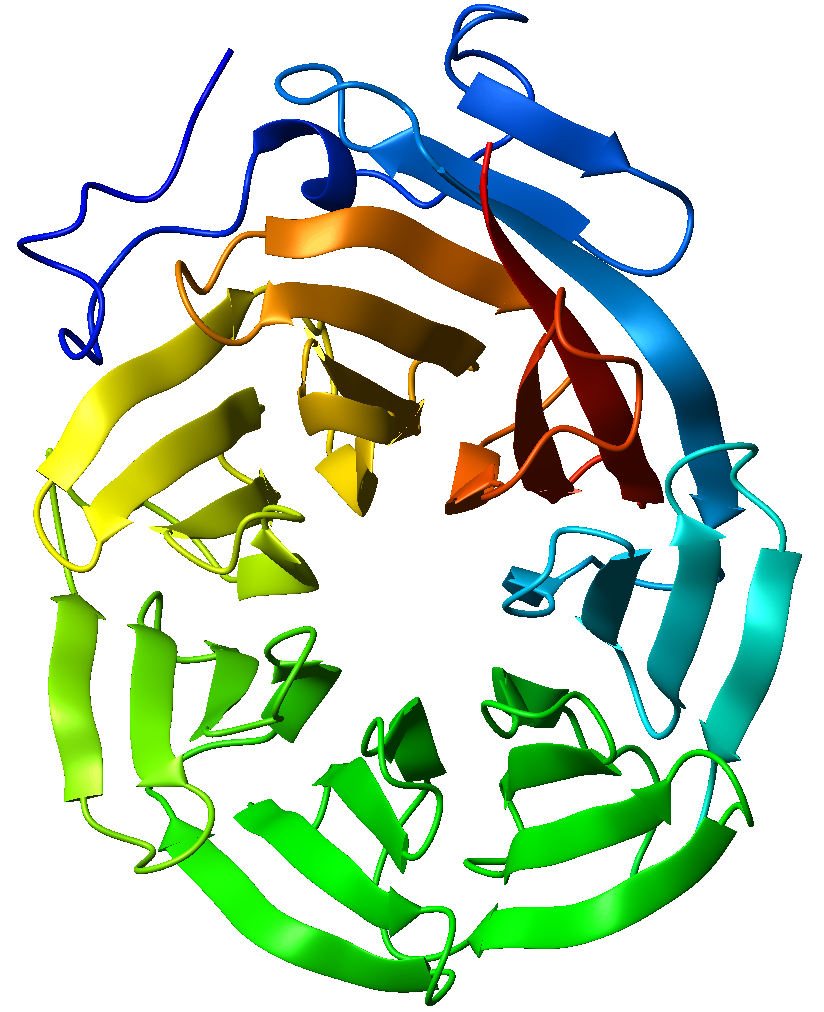
Das WIPI4-Protein ist ein 7-flügliger Beta-Propeller. Es wird durch das WDR45-Gen kodiert und ist für Autophagieprozesse verantwortlich.

Die Beta-Propeller-Protein-assoziierte Neurodegeneration (BPAN) ist eine seltene Krankheit aus dem Spektrum der NBIA-Erkrankungen. Mit bis zu 45 % aller Fälle ist sie die häufigste der NBIA-Varianten. BPAN ist durch Entwicklungsverzögerungen und epileptische Anfälle im Kindesalter mit Bewegungsproblemen, einschließlich Dystonie und Parkinsonismus, gekennzeichnet. Sie wird in der Literatur auch als NBIA5 und Static encephalopathy of childhood with neurodegeneration in adulthood (SENDA) bezeichnet. Erste klinische Erwähnungen stammen aus dem Jahr 2012. Mit einer Prävalenz von geschätzt 2–3 pro 1 000 000 ist diese Erkrankung sehr selten. In Deutschland sind weniger als 20 Fälle dokumentiert (Stand: September 2018).

## Pathogenese
BPAN wird in den meisten Fällen durch eine spontane Mutation (de novo) des WDR45-Gens an der Stelle Xp11.23 des X-Chromosoms verursacht. Bei Mädchen wird der Defekt durch einen dominanten, heterozygoten Erbgang über die Keimbahn hervorgerufen. Bei Jungen findet man entweder eine hemizygote Vererbung durch die Keimbahn oder eine Deletion auf dem WDR45-Gen. Bei einigen Patienten wurden Mosaike festgestellt. Die Mutation findet man meist bei Mädchen. Es wird vermutet, dass bei Jungen der Gendefekt so gravierend ist, dass sie das Embryonalstadium meist nicht überleben. In sehr seltenen Fällen, insbesondere wenn die Mutter ein Mosaik der Genveränderung aufweist, kann BPAN von den Eltern vererbt werden. Möglich ist, dass der Anteil der Vererbung über Keimbahnmosaike generell öfter vorkommt als vermutet, so dass zumindest einige solcher Fälle fälschlich als de novo diagnostiziert werden.
Das WDR45-Gen kodiert das Protein WIPI4, das eine wichtige Rolle bei der Autophagie in den Nervenzellen des Gehirns spielt. Wegen seiner besonderen Struktur mit sieben flügelartigen Elementen wird es als Beta-Propeller bezeichnet. Durch die Mutation ist die Funktion dieses Proteins beeinträchtigt. Die Schwere der Beeinträchtigung wird offenbar durch den individuellen Gendefekt bestimmt. Studien belegen zudem, dass die Funktion der Mitochondrien sowie des Lysosoms beeinträchtigt ist.
Welche Rolle die in den Nervenzellen angesammelten eisenhaltigen Abfallprodukte für das Krankheitsbild spielen, ist nicht vollständig geklärt. Es wird angenommen, dass die durch den Gendefekt beeinträchtigte Autophagie die Symptome dominiert. Neben der oxidativen und daher toxischen Wirkung von freiem Eisen wird vermutet, dass ein Mangel von bioverfügbarem Eisen die Funktion von Zellorganellen wie z. B. die Mitochondrien beeinträchtigt.

## Diagnose

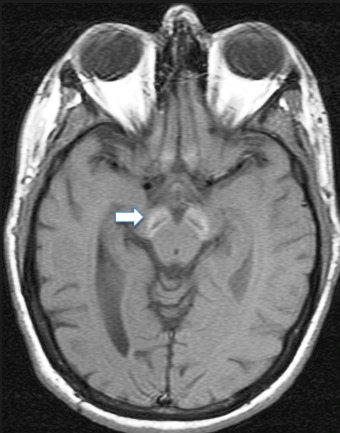
T1-gewichtete MRT-Aufnahme eines Gehirns eines Patienten, der an BPAN (Beta-Propeller-Protein-assoziierte Neurodegeneration) leidet. Sie zeigt einen hyperintensiven (hellen) Halo rund um ein gerades Band in der Substantia nigra und der Mittelhirnhaube (Pfeil). Dieser Halo ist ein diagnostisches Kennzeichen für BPAN.

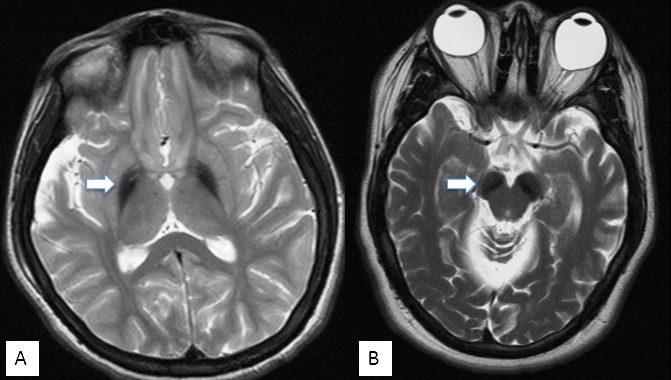
T2-gewichtete MRT-Sequenzen, die Globus-pallidus-Hypointensität (A) und Hypointensität der Substantia nigra (B) zeigen (Pfeile). Bei BPAN ist die Substantia nigra meist hypointensiver als der Globus pallidus, was auf einen höheren Eisengehalt hinweist.

Da die Symptome meist unspezifisch sind, ist eine gesicherte Diagnose nur über bildgebende Verfahren und genetische Sequenzierung möglich. Im fortgeschrittenen Stadium sind mittels Magnetresonanztomographie Veränderungen in der Substantia nigra sowie im Globus pallidus erkennbar, die durch die Anlagerung von Eisen entstehen. Frühe Anzeichen vor dem Auftreten von nachweisbaren Eisenablagerungen könnten ein Anschwellen der Substantia nigra sowie eine Hyperintensität in einer T2-gewichteten MRT-Aufnahme des Nucleus dentatus sein. Letztendlich kann die Diagnose jedoch nur durch die Identifizierung der Mutation des WDR45-Gens abgesichert werden. Zur Diagnose der häufig auftretenden Epilepsie sind EEGs angezeigt.

## Symptome
Die Symptome setzen üblicherweise bereits im frühen Kindesalter oder mit der Geburt ein. Die allgemeine Entwicklung des Kindes ist von Anfang an beeinträchtigt. Nach einer mehrjährigen stabilen Phase erfolgt im frühen Erwachsenenalter eine zunehmende Verschlechterung des kognitiven und allgemeinen Zustands. Die Symptome sind bei den Betroffenen unterschiedlich stark ausgeprägt. Sie beinhalten u. a.:
- globale Entwicklungsverzögerung oder Entwicklungsstörung
- schwere Einschränkung in der Sprachentwicklung
- geistige Behinderung und im späteren Verlauf zunehmender Abbau kognitiver Fähigkeiten bis hin zur Demenz
- Parkinsonismus (Zittern, Bradykinesie, Versteifungen, Instabilitäten)
- Bewegungseinschränkungen (Muskelhypotonie, Muskelhypertonie, Dystonie, Ataxie, Spastik)
- multiple Formen der Epilepsie
- Autismus
- Einschränkung des Sehvermögens
- Schlafstörungen
- Stereotype Bewegungen (ähnlich wie Rett-Syndrom)
- Knirschen (Bruxismus)
- Raynaud-Syndrom
- verzögerte oder unvollständige Myelinisierung im Gehirn
- verfrüht einsetzende Pubertät (Pubertas praecox, Pubarche)
- durch Komplikationen verursachter verfrühter Tod

Die meisten Kinder entwickeln keine Sprache, manche dagegen könne einzelne Wörter oder maximal kurze Sätze formulieren. Das Verständnis von Sprache ist dagegen oft besser entwickelt. Allgemein ist die Kommunikation jedoch schwierig, da es auch kognitive Schwierigkeiten bei der Nutzung von Gesten oder dem Erlernen von Zeichensprache gibt.
Viele Menschen mit BPAN haben wiederkehrende Anfälle (Epilepsie), die im Kindesalter oder in der frühen Kindheit beginnen, sich jedoch allgemein während der Adoleszenz zurückbildet. Sie treten vermehrt beim Übergang zwischen Wachsein und Schlaf auf. Mehrere verschiedene Arten von Anfällen können während dieser Erkrankung auftreten, auch bei der gleichen Person. Häufig treten zuerst Anfälle auf, die durch hohes Fieber ausgelöst werden. Betroffene Personen können auch generalisierte tonisch-klonische Anfälle (auch Grand-Mal-Anfälle genannt) haben. Diese Art von Anfällen betrifft den gesamten Körper und verursacht Muskelstarre, Krämpfe und Bewusstlosigkeit. Andere Anfallsarten, die bei dieser Erkrankung vorkommen können, sind kurze Bewusstseinslücken wie das Auftreten von Abwesenheitsanfällen (auch Petit-Mal-Anfälle genannt), plötzliche Episoden eines schwachen Muskeltonus (atonische Anfälle), unwillkürliche Muskelzuckungen (myoklonische Anfälle) oder ausgeprägtere Bewegungen, die als epileptische Spasmen bezeichnet werden. Einige Patienten haben Anfallsmuster, die denen bei epileptischen Syndromen wie das West-Syndrom oder das Lennox-Gastaut-Syndrom ähneln.

## Krankheitsverlauf
Im Gegensatz zu den meisten anderen NBIA-Erkrankungen treten die Symptome bereits mit der Geburt oder in frühester Kindheit auf. Wegen der meist unspezifischen Symptome – insbesondere die Entwicklungsverzögerung – wird die Krankheit zunächst nicht erkannt. Viele Angehörige berichten, dass sowohl Mediziner als auch das persönliche Umfeld oft beschwichtigend reagieren. Mit zunehmendem Alter werden die Einschränkungen jedoch offenbar. Die gängigen Entwicklungsschritte treten später ein oder bleiben aus. Je nach Ausprägung kann dies zu einer schweren Entwicklungsstörung führen, die sich in einer bleibenden Mehrfachbehinderung manifestiert und zu einer Pflegebedürftigkeit führt.
Nach einer Phase von zögerlich einsetzenden Entwicklungsschritten tritt ein Status der Stagnation ein. Etwa im frühen Erwachsenenalter ist eine rapide Verschlechterung des Allgemeinzustands zu erwarten. In einer Studie mit 64 Fällen ergab sich ein Alter von etwa 27 Jahren mit einer erheblichen Schwankung von 13 bis 39 Jahren. Allerdings könnte dieser Zeitkorridor durch eine verzögerte Diagnostik verzerrt sein. Die Dystonien und der kognitive Verfall mit psycho-pathologischen Verhaltensänderungen nehmen bis hin zur Demenz zu. Durch Komplikationen kann ein verfrühter Tod eintreten.
Jedoch zeigt sich, dass es keine strikt einheitliche Entwicklung von BPAN gibt, so dass der exakte Krankheitsverlauf bisher nicht prognostizierbar ist. Die verschiedenen Ausprägungen können sehr unterschiedlich ausfallen und sind derzeit noch in der Erforschung.

## Therapie

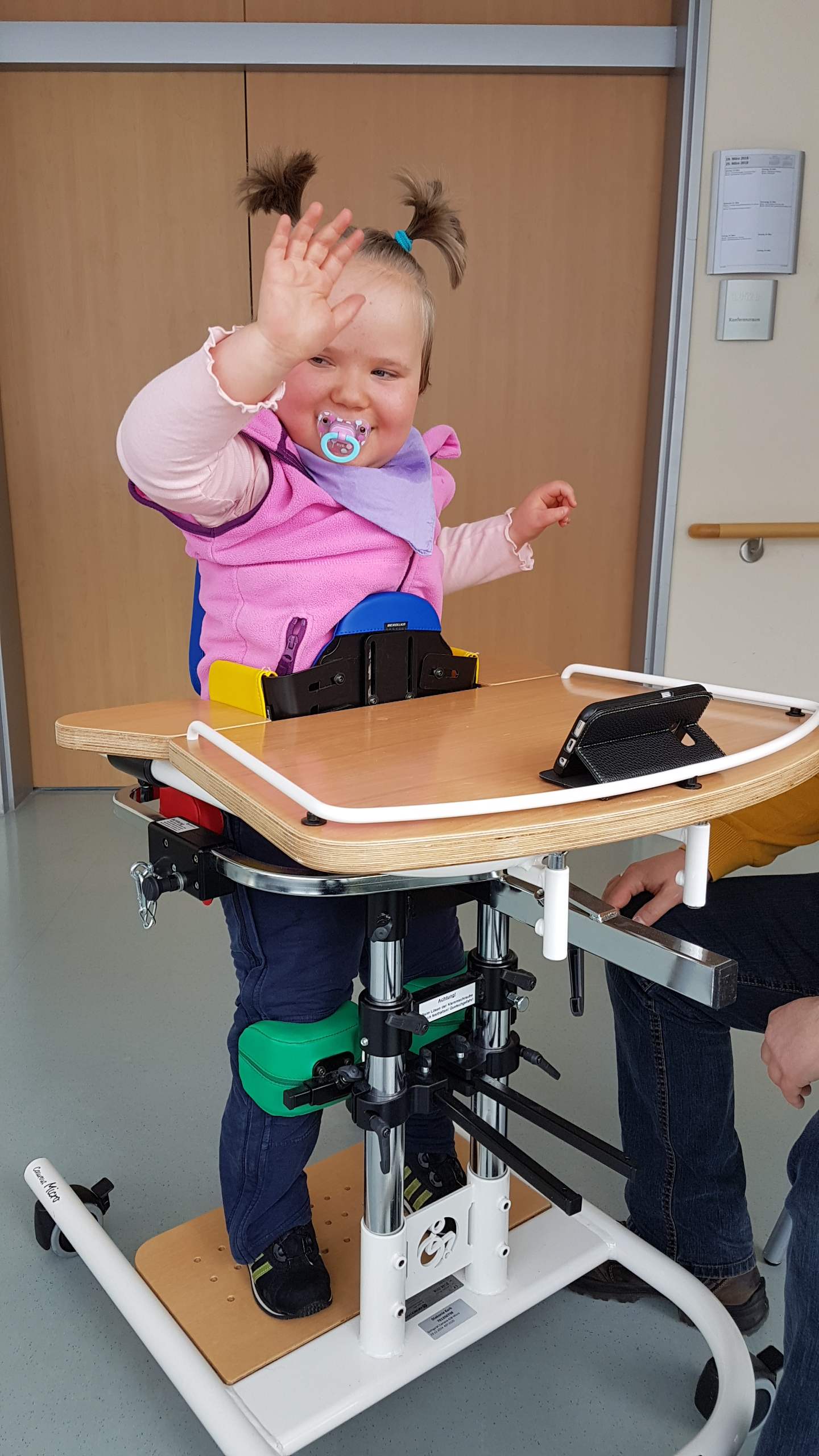
Das Bild zeigt einen Stehtrainer für Kinder. Er wird für therapeutische Zwecke bei Kindern mit Bewegungs- und Stabilitätseinschränkungen genutzt.

Eine spezielle Therapie oder gar Heilung von BPAN existiert derzeit nicht. Die Behandlungen beschränken sich auf die verschiedenen Symptome. Sie schließen Medikamente und therapeutische Anwendungen ein.

### Epilepsie
Die Formen der Epilepsie können sehr unterschiedlich sein. Auch kann ein Patient unter verschiedenen Varianten der Epilepsie leiden. Daher ist es wichtig, die oft komplexe Anfallstätigkeit gut zu diagnostizieren und entsprechend zu behandeln. Diese beinhaltet in erster Linie Medikamente. Viele Betroffene berichten von einer positiven Wirkung einer ketogenen Diät, die ebenfalls von Medizinern zur Verbesserung des Zustands empfohlen wird. Da sich die Anfallstätigkeit häufig mit zunehmendem Alter abschwächt, ist eine regelmäßige Kontrolle sowie eine entsprechende Anpassung angezeigt.

### Störung der Sprachentwicklung
Die Entwicklung von gesprochener Sprache lässt sich offenbar kaum beeinflussen. Dennoch profitieren die Betroffenen von Logopädie, die die Atmung und das Kauen bei der Nahrungsaufnahme schult. Unterstützte Kommunikation kann bei der Überwindung von Verständnisbarrieren helfen. Auch können technische Hilfsmittel wie Computer die Entwicklung der Kommunikation begünstigen. Allerdings werden diese Ansätze oft durch kognitive Beeinträchtigungen erschwert, da dem Patienten womöglich zunächst ein Verständnis von Ursache und Wirkung vermittelt werden muss. Hier können Geräte wie ein Step-by-Step nützlich sein. Ergotherapie fördert die kognitive Entwicklung ebenfalls.

### Bewegungseinschränkungen
Physiotherapie sollte so früh wie möglich in Anspruch genommen werden. Sie kann die Beweglichkeit der Muskeln und Gelenke verbessern und fördern. Je nach Einschränkung können Hilfsmittel wie Geh- und Stehtrainer sowie Orthesen den Zustand verbessern. Bei anhaltenden Verkrampfungen wird manchmal Botox in den Muskel gespritzt, was zu einer zeitweisen Erleichterung des Krampfzustands führt. Der während der Progression zunehmende Parkinsonismus kann gut mit dopaminerger Medikation wie Levodopa behandelt werden.

### Verhaltensänderungen
Beim Übergang in das Erwachsenenalter ist eine Verschlechterung des Allgemeinzustands zu erwarten. Neben der schon erwähnten Zunahme von Parkinsonismus und Dystonien tritt oft eine zunächst subtile Verhaltensänderung ein, die von Apathie und Aggression bis hin zur Demenz reichen. Hier sind psychotherapeutische Maßnahmen angezeigt.

### Ernährung, Diäten und Nahrungsergänzungsmittel
Es existieren keine Hinweise auf einen positiven Einfluss von speziellen Diäten oder der Verwendung von Nahrungsergänzungsmitteln. Von einer eisenarmen Ernährung wird abgeraten, da sie keinen Einfluss auf den Eisenhaushalt im Gehirn hat. Die Evidenzen für eine positive Wirkung von Cannabidiol auf Stimmungsschwankungen, Autismussymptome, Schlafstörungen und Verhaltensstörungen sind gering. Solche Stoffe sollten nur in Absprache mit Fachleuten verabreicht werden. Bei Schluckstörungen kann der Einsatz einer Magensonde oder einer PEG-Sonde notwendig werden.

## Forschungs- und Therapieansätze
Medizinische Studien haben gezeigt, dass der Versuch einer Reduktion von Eisen in den Hirnzellen keinen signifikanten Einfluss auf die Gesundheit der Patienten hat. In einer Fallstudie führte die Gabe des Chelatbildners Deferipron sogar zu einer deutlichen Verschlechterung der Symptomatik, sodass die Behandlung abgebrochen werden musste.
Wegen der Verbindung zum Prozess der Autophagie, der durch die Mutation des WDR45-Gens gehemmt wird, konzentrieren sich einige vorklinische Studien, auch in verwandten Erkrankungen wie Parkinson und Alzheimer, auf eine Verstärkung dieses Mechanismus. Ein Angriffspunkt ist hierbei das Protein mTOR, das selbst die Autophagie dämpft. Substanzen wie das Immunsuppressivum Rapamycin hemmen mTOR, wodurch die Autophagie angeregt wird. Rapamycin wird derzeit in mehreren zellulären und Tierstudien auf seine Eignung als Therapeutikum untersucht. In einem BPAN-Mausmodell konnte Rapamycin teilweise die Autophagie restaurieren.
Während mTOR an einer frühen Stelle des Autophagieprozesses einsetzt, gibt es Anzeichen dafür, dass Mutationen von WDR45 und WDR45b die Fusion der Autophagosome mit den Lysosomen stören und somit den Abbau der Zellprodukte unterbinden. Eine Aktivierung dieser Fusion könnte ein weiterer Ansatz für eine kausale Therapie sein.
Ein weiterer Zusammenhang zwischen Parkinson und Neurodegeneration mit Eisenablagerung im Gehirn im Allgemeinen und BPAN im Besonderen scheint im Dopamin-Metabolismus und Alpha-Synuclein zu bestehen.

## Lebenserwartung und Palliativversorgung
Die Lebenserwartung hängt sehr stark vom individuellen Verlauf der Erkrankung ab. Mit der Zunahme von Dystonien bei erwachsenen Patienten in einem Altersbereich zwischen ungefähr 30 und 50 Jahren erhöht sich auch das Sterberisiko. Todesfälle gehen meist auf Komplikationen im Zusammenhang mit Parkinsonismus und Aspiration zurück. Insbesondere bei fortschreitender Verschlechterung des Allgemeinzustands mit schmerzhaften Dystonien sollte eine Versorgung in Erwägung gezogen werden, die sich auf eine Verbesserung der Lebensqualität konzentriert.

## Interessensverbände und Selbsthilfegruppen
- Hoffnungsbaum e. V.
- Millys Mission
- BPAN Warriors
- NBIA Disorders Association
- NBIA cure
- NBIA Alliance
- EURORDIS
- ACHSE e. V.

Die deutsche Patientenorganisation Hoffnungsbaum e. V. hat gemeinsam mit ACHSE e. V., der Dachorganisation für seltene Erkrankungen, im Jahre 2017 eine patientenorientierte Beschreibung zu NBIA veröffentlicht, die noch einige weitere Details und Informationen enthält.